# Grimcutty - Nutri la tua follia
Grimcutty - Nutri la tua follia (Grimcutty) è un film del 2022 scritto e diretto da John Ross.

## Trama
Una  "challenge" di internet getta nel panico i genitori di una cittadina, convinti che essa spinga i loro figli a farsi del male. La challenge ha per protagonista Grimcutty, una creatura alta e curva, dal viso bianco e  deformato e una grande bocca dentata. Quando una versione orribile e reale dell'essere prende di mira la giovane Asha Chaudry, i suoi genitori non credono alla sua versione dei fatti, ma sono convinti che si stia facendo del male da sola e quindi le sequestrano il telefono e il computer. Nessuno le crede e Asha dovrà trovare il modo di convincere i suoi genitori del pericolo reale che sta affrontando.

## Distribuzione
Il film è stato distribuito sulla piattaforma Disney Plus dal 10 ottobre 2022.